# Badami
Badami – zabytkowe miasto w południowych Indiach (Karnataka), na wyżynie Dekan. Położone w okręgu Bagalkot, 500 km na północny zachód od Bangaluru. Zbudowane nad jeziorem u stóp klifów z czerwonego piaskowca. Było ono stolicą królów we wczesnym okresie panowania dynastii Ćalukjów rządzących Dekanem w VI–VII wieku. Słynie z wykutych w skałach i wolno stojących świątyń, z których najbardziej znana jest poświęcona Śiwie (grota nr 1), Wisznu (groty nr 2 i 3) i dżinijskim świętym (grota nr 4).
Liczba mieszkańców w 2003 roku wynosiła ok. 27 tys. Język kannada.

## Historia
Pulakeśin I (pan. 543–566) przeniósł do Badami stolicę swego królestwa. Stąd Pulakesśin II (pan. 610–642) ruszył na północ na wojnę z Harszą z Kanaudźu i na południe walczyć z Pallawami z Kanćipuram. Zainicjowane w 612 najazdy Ćalukjów na Kanźćipuram, spowodowały zajęcie miasta przez Pallawów (w 654 r). Pulakeśin zginął, dopiero jego następca Wikramaditja I (pan. 696–733) zwyciężył Pallawów. Miasto zawdzięcza mu długotrwały pokój. Niestety za panowania Wikramaditji II (733–744) znów dochodzi do wojen z Pallawami. Jego syn zaś przegrywa z Rasztrakutami.

## Opis zabytków

### Wykute w kamieniu groty świątynne
- Grota nr 1

Składa się ze schodów prowadzących przez wspartą na filarach werandę do sali z kolumnami, w tylnej ścianie której wykuto sanktuarium z lingą. Uwagę największą przyciągają wizerunki Harihary (po lewej), Śiwy z Nandinem (po prawej) i obok płaskorzeźba 18-ramiennego tańczącego Śiwy (jedno z najwcześniejszych wyobrażeń w Nataradźi w Karnatace). Strop też ozdobiony płaskorzeźbami.
- Grota nr 2

W głębi przedsionka fryz Wisznu pod postacią dzika Warahy (po lewej) i Triwikramy (po prawej).
- Grota nr 3

Uwieczniono tu datę 578. Na ścianach ślady malowideł. Na werandzie znajduje się ogromny posąg czteroramiennego Wisznu z orłem Garudą u stóp. Wisznu siedzi na zwiniętym wężu Adiśeszy, którego pięć rozpostartych kapturów osłania jego koronę. Ponadto w tej grocie posąg Naransihy.
- Grota nr 4

Ściany i kolumny ozdobiono tu powstałymi w XI i XII wieku wizerunkami dżinijskich tirthankarów.

### Świątynia Bhutanatha
Z VII i XI wieku, umiejscowiona nad jeziorem.

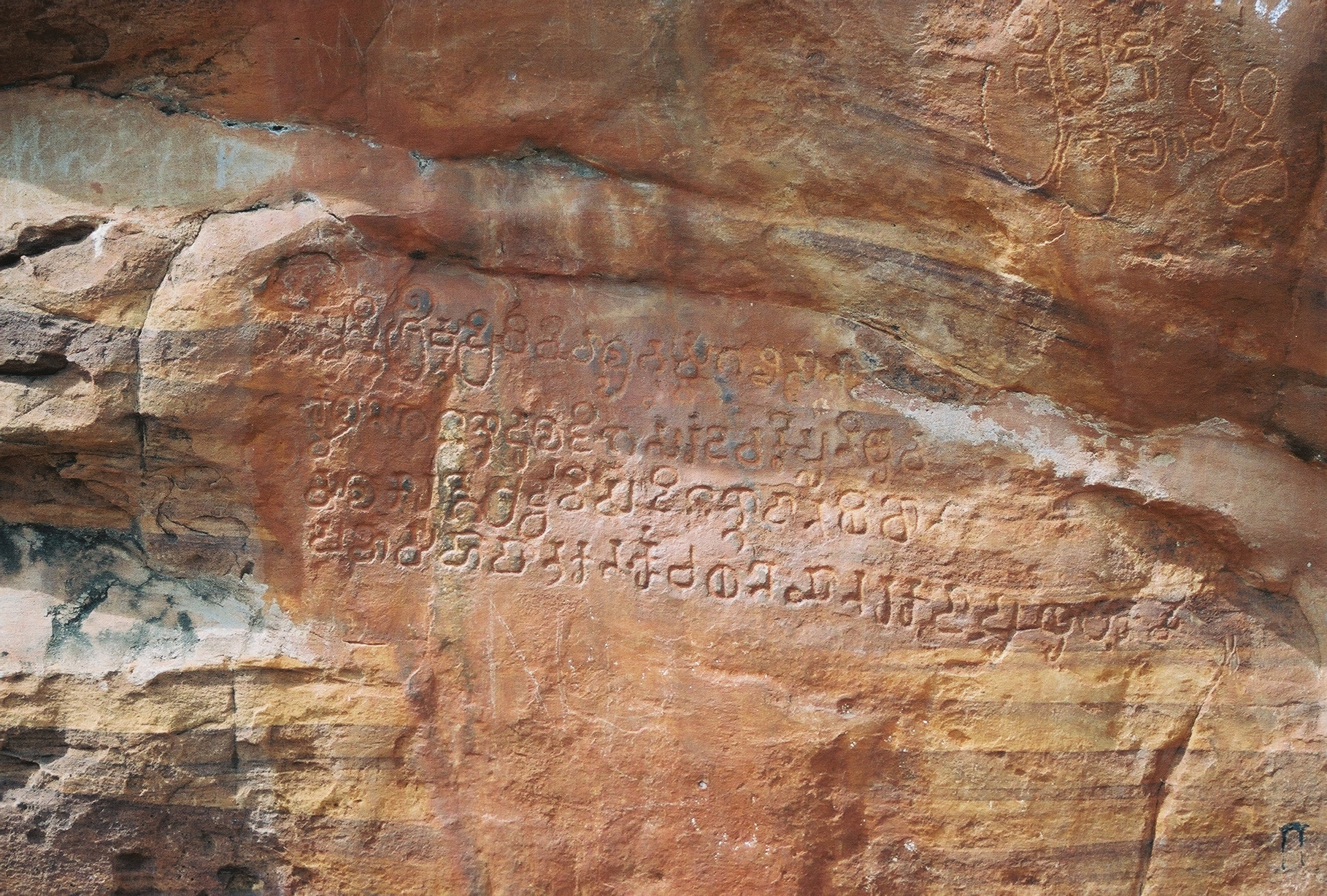
napis w języku kannada z 578 roku na temat króla Ćalukjów Mangalesa (w grocie nr 3)

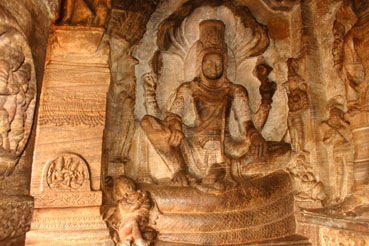
posąg Wisznu w grocie świątynnej w Badami

## Bibliografia

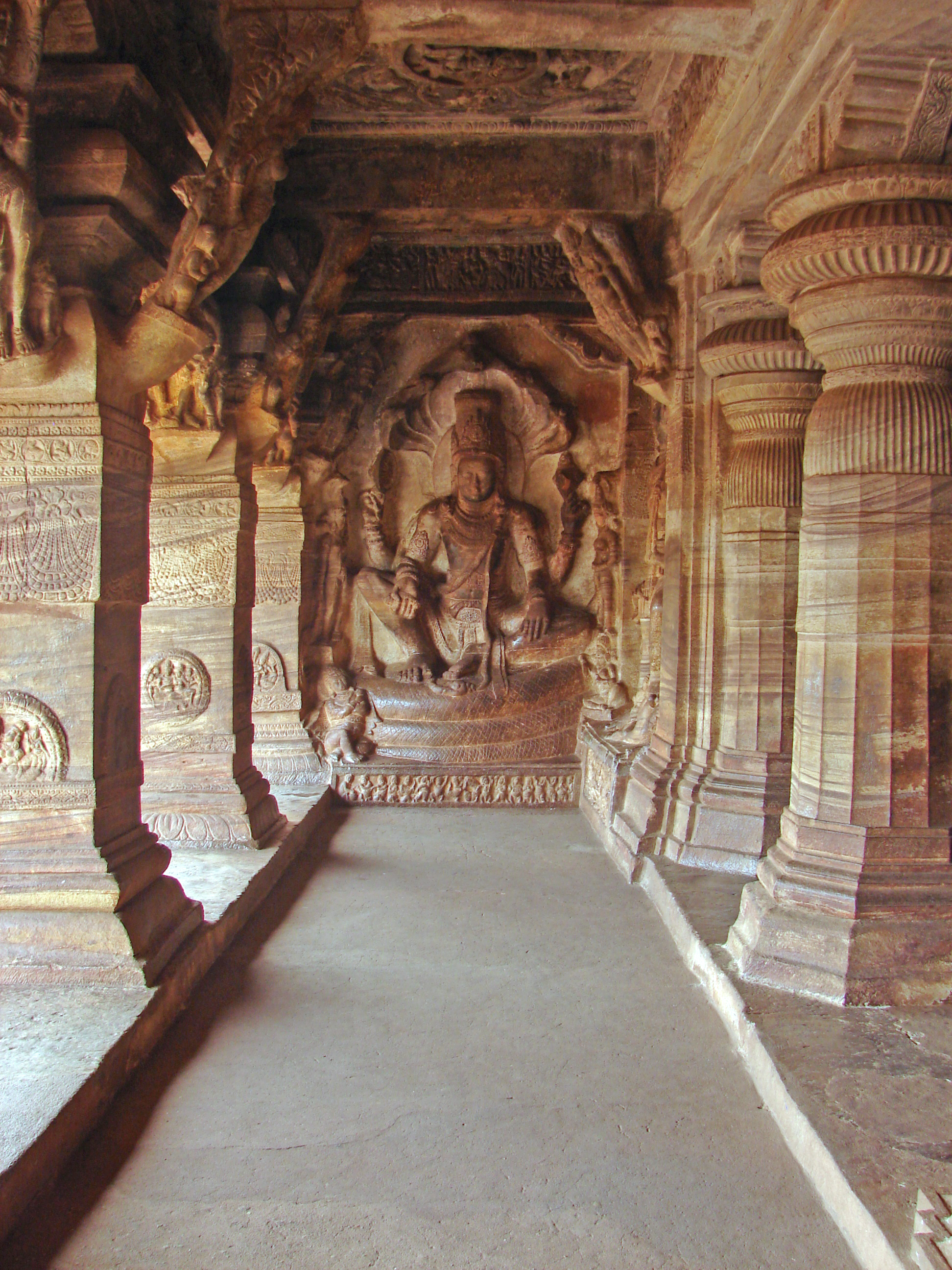
posąg Wisznu w grocie nr 3